# John Lapidus
John Lapidus, född 13 maj 1973, är en svensk författare, samhällsdebattör och doktor i ekonomisk historia. 
John Lapidus debuterade 2004 med romanen Missionärerna som utspelar sig i Zimbabwe. 2009 utkom hans andra roman, De modlösa. Romanen utspelar sig i Nicaragua där han arbetade ett par år som koordinatör för Vänskapsförbundet Sverige-Nicaragua. I sin tredje roman, Sverige 2017, tecknar Lapidus bilden av en framväxande vänsterrörelse. Hans fjärde roman, Hybris, kretsar kring hot och möjligheter med den artificiella intelligensen. Med Hybris vann John Lapidus förlaget Lavas och Adlibris manustävling 2022.
Som forskare i ekonomisk historia är John Lapidus verksam på Handelshögskolan vid Göteborgs universitet. Han intresserar sig för den svenska välfärdsmodellen i internationellt perspektiv, särskilt pågående privatisering av drift och finansiering. På detta tema har han bland annat skrivit fackböcker och en rad vetenskapliga artiklar. På samma tema skriver han ofta i dagspress, deltar i mediala sammanhang och håller offentliga föreläsningar. Han har även medverkat som artikelförfattare i Nationalencyklopedin.
John Lapidus debuterade som musiker 2017. Han skrev låten Brand som han spelade in tillsammans med Mikael Wiehe.